# Ковба Жанна Миколаївна
Жа́нна Ми́колаївна Ко́вба (нар. 24 січня 1940, Славута, Кам’янець-Подільська область (нині — Хмельницька область) — † 1 вересня 2018, Київ) — українська вчена, історик, кандидат історичних наук (1974), доцент кафедри організації видавничої справи, поліграфії, книгорозповсюдження Видавничо-поліграфічного інституту Національного технічного університету України «КПІ». Дружина Мартена Феллера.

## Біографія
Народилася 24 січня 1939 року в місті Славута Кам’янець-Подільської області (нині — Хмельницька область) у сім'ї службовця Миколи Ковби та Антоніни Вишневської. Після закінчення радянсько-німецької війни родина переїхала до Львова.
1953—1956 рр. навчалася у Львівському педагогічному училищі № 1. Після завершення училища короткий час працювала в м. Обухові, що на Київщині, але через сімейні обставини повернулася до Львова.
1959 р. вступила на історичний факультет Львівського державного університету ім. І. Франка, який закінчила 1963 р. з відзнакою.
Після закінчення університету працювала вихователькою одного з дитячих садків Львова.
Перейшла на роботу до Українського поліграфічного інституту ім. Івана Федорова, де працювала: інспектором-методистом заочного факультету (1964—1968), старшим лаборантом (1968—1969) та старшим викладачем (1969—1979) кафедри теорії і практики редагування, старшим викладачем (1979—1989) та доцентом (1989—1992) кафедри книгознавства і організації книжкової торгівлі.
1974 р. у ЛДУ ім. І. Франка захистила дисертаційну роботу «Чешская эмиграция на Украине в конце XIX — в начале XX века» на здобуття наукового ступеня кандидата історичних наук.
1991 р. ВАК затвердив Ж. М. Ковбу у вченому званні доцента по кафедрі книгознавства і організації книжкової торгівлі.
У 1993 — 1995 рр. — доцент кафедри українознавства Дрогобицького педагогічного інституту ім. Івана Франка.
Від 1995 р. працює доцентом кафедри організації видавничої справи, поліграфії, книгорозповсюдження Видавничо-поліграфічного інституту НТУУ «КПІ».
Від 1996 р. — старший науковий співробітник Центру досліджень історії та культури східно-європейського єврейства, а від 1998 р. — співробітник інституту юдаїки у Києві. Досліджувала українсько-єврейські взаємини у Галичині під час Другої світової війни.
Померла 1 вересня 2018 року у Києві. Похована у Львові на Янівському цвинтарі.

## Премія УАЮ імені Мартена Феллера й Жанни Ковби
2019 року Українська асоціація юдаїки за підтримки Фонду «Надав» започаткувала Премію УАЮ імені Мартена Феллера й Жанни Ковби за найкращу книжку з юдаїки.
Нагородою відзначаються найкращі праці з єврейських студій, опубліковані окремою книжкою. Номінуватися можуть як монографічні дослідження, так і інші видання: збірки документів, архівні путівники, бібліографічні покажчики, переклади класичних літературних текстів або історичних джерел із єврейських мов, супроводжені якісним науковим апаратом.
Премія присуджується раз на два роки.

## Праці
- Ковба Ж. Досвід та сучасний стан мережевих книгарень провідних країн світу та України [Архівовано 7 Липня 2018 у Wayback Machine.] / Ковба Ж., Луценко  А. // Технологія і техніка друкарства: збірник наукових праць. — 2011. — вип. 2(32). — С. 94–100. — Бібліогр.: 5 назв.
- Ковба Ж. Інформаційна ситуація на ринку дитячої літератури України (стан та перспективи розвитку) [Архівовано 7 Липня 2018 у Wayback Machine.] / Ковба Ж., Гаврилюк І. // Технологія і техніка друкарства: збірник наукових праць. — 2011. — вип. 1(31). — С. 151–155. — Бібліогр.: 8 назв.
- Ковба Ж. Рекламно-інформаційна діяльність на книжковому ринку України [Архівовано 7 Липня 2018 у Wayback Machine.] / Ковба Ж., Луценко  А. // Технологія і техніка друкарства: збірник наукових праць. — 2011. — вип. 1(31). — С. 210–214. — Бібліогр.: 8 назв.
- Ковба Ж. Книжкові виставки-ярмарки як соціокультурний та ринковий механізми книгорозповсюдження [Архівовано 7 Липня 2018 у Wayback Machine.] / Ковба Ж., Барзилович О. // Технологія і техніка друкарства: збірник наукових праць. — 2010. — вип. 1(27). — С. 214–221. —  Бібліогр.: 7 назв.
- Ковба Ж. Маркетинг української художньої книжки [Архівовано 7 Липня 2018 у Wayback Machine.] / Ковба Ж. // Технологія і техніка друкарства: збірник наукових праць. — 2008. — вип. 1(19). — С. 127–135. — Бібліогр.: 6 назв.

## Творчий доробок
Автор книжок з історії галицької «Просвіти», подій Другої світової війни на теренах Галичини, статей з питань книжкового бізнесу тощо. Нижче наведено перелік лише деяких з них.
Книги
- Ковба Ж. Людяність у безодні пекла. Поведінка місцевого населення Східної Галичини в роки «остаточного розв'язання єврейського питання». — третє, виправлене і доповнене. — Київ : Дух і літера, 2009. — 296 с. — (Українська бібліотека Голокосту) — ISBN 978-966-378-122-8.
- Ковба Ж. Останній рабин Львова. Єзекіїль Левін. — Львів, Київ : Дух і літера; Всеукраїнський єврейський благодійний фонд «Хесед-Ар’є», 2009. — 184 с. — ISBN 978-966-378-114-3.
- Ковба Ж., Машталір Р., Феллер М. Розвиток поліграфії на Україні. — Львів : Вища школа, 1974. — 188 с.
- Ковба Ж. «Просвіта» — добро, знання, воля українського народу. До 125-річчя заснування. — Дрогобич : Відродження, 1993. — 128 с.
- Ковба Ж. Як ефективно працювати з книжкою. — Київ, 1995.
- Щоденник Львівського гетто. Спогади рабина Давида Кахане / Ковба Ж., Феллер М. — Київ : Дух і літера, 2003. — 267 с. — ISBN 966-7888-60-6.
- Митрополит Андрей Шептицький. Документи і матеріали 1941–1944 / Ковба Ж., Кравчук А. — Київ : Дух і літера, 2003. — 313 с.
- Ковба Ж. Асортимент друкованої продукції: навчально-методичний посібник / Ковба Ж., Оліянишен Т., Мельников О. — Львів : УАД, 2009. — 100 с.

Статті
- Ковба Ж. Повернення з забуття. Львівський рабин Єзекіїль Левін // Голокост і сучасність. 2005, № 1.
- Ковба Ж. Рабини і католицьке духовенство Східної Галичини в часи Голокосту // Єгупець. — Київ 2000, № 9.